# Christian Leysen
Pour les articles homonymes, voir Leysen.
Christian Leysen, né le 4 août 1954 à Wilrijk est un homme d'affaires et homme politique belge flamand, membre de l'OpenVLD.

## Biographie

### Enfance et formation
Il est le fils d'André Leysen et le frère de Thomas Leysen, ancien CEO d'Umicore. 
En 1976, il sort de la VUB avec une licence en droit et un diplôme d'ingénieur commerciale.

### Parcours professionnel
Il a commencé sa carrière en 1976 chez Arthur Andersen & Co, un cabinet de consultance. En 1981, il rejoint le groupe GIB, où il est responsable de la logistique et de l'organisation au sein du département commercial des hypermarchés.
En 1984, il a fondé Xylos, une société de logiciels. 
En 1989, il reprend la direction de la compagnie maritime anversoise Ahlers et la transforme en une entreprise spécialisée dans les services logistiques et maritimes. 
Il est président du groupe AXE (comprenant Ahlers, Xylos et AXE Investments), qui a son siège à Anvers.
Il a été président de l'Antwerp Management School (anciennement appelée UAMS) de 2004 à 2016.

### Parcours politique
En 2000, Christian Leysen a été élu sur la liste du VLD au conseil municipal d'Anvers. En 2003, il annonce renoncer à ce mandat afin de pouvoir défendre ses opinions de manière "plus indépendante".  
Il s'intéresse au développement urbain et intervient dans le débat sur la Liaison Oosterweel et le "Lange Wapper" surnom d'un projet (rejeté le projet par référendum, le 19 octobre 2009) d'immense pont (Lange Wapperbrug) surplombant une partie de la  ville d'Anvers. 
En 2015, il a été nommé par Open Vld comme membre du conseil d'administration de la VRT. Il quitte ce poste après son élection au parlement fédéral en 2019.

## Mandats politiques
- Depuis le 20/06/2019 : Député fédéral à la Chambre des représentants de Belgique.